# Melanostomias bartonbeani
Melanostomias bartonbeani es una especie de pez de la familia Stomiidae en el orden de los Stomiiformes.

## Morfología
Los machos pueden llegar alcanzar los 26,2 cm de longitud total.

## Depredadores
Es depredado por Deana Calce .

## Hábitat
Es un pez de mar y de aguas profundas que vive entre 25-2.000 m de profundidad.

## Distribución geográfica
Se encuentra en el  Atlántico oriental, el Atlántico occidental, el Atlántico noroccidental (Canadá), el Índico y el Pacífico.